# Lake City (Iowa)
Lake City és una població dels Estats Units a l'estat d'Iowa. Segons el cens del 2000 tenia 1.787 habitants.

## Demografia
Segons el cens del 2000, Lake City tenia 1.787 habitants, 779 habitatges, i 468 famílies. La densitat de població era de 143,1 habitants/km².
Dels 779 habitatges en un 24,8% hi vivien nens de menys de 18 anys, en un 50,6% hi vivien parelles casades, en un 7,8% dones solteres, i en un 39,9% no eren unitats familiars. En el 36,2% dels habitatges hi vivien persones soles el 22,6% de les quals corresponia a persones de 65 anys o més que vivien soles. El nombre mitjà de persones vivint en cada habitatge era de 2,18 i el nombre mitjà de persones que vivien en cada família era de 2,85.
Per edats la població es repartia de la següent manera: un 22,6% tenia menys de 18 anys, un 5,8% entre 18 i 24, un 19,8% entre 25 i 44, un 23% de 45 a 60 i un 28,8% 65 anys o més.
L'edat mediana era de 46 anys. Per cada 100 dones de 18 o més anys hi havia 79 homes.
La renda mediana per habitatge era de 31.000 $ i la renda mediana per família de 37.941 $. Els homes tenien una renda mediana de 27.128 $ mentre que les dones 18.477 $. La renda per capita de la població era de 14.969 $. Entorn del 8,9% de les famílies i el 14,1% de la població estaven per davall del llindar de pobresa.

## Poblacions més properes
El següent diagrama mostra les poblacions més properes.